# Zámecký park (Studénka)
Zámecký park ve Studénce, nazývaný také Zámecká zahrada, je zámeckým parkem/městským parkem v okrese Nový Jičín v nížině Oderská brána v Moravskoslezském kraji. V areálu Zámeckého parku se nachází Starý a Nový zámek, Zámecká brána a ohradní zeď, které jsou společně s parkem památkově chráněny.

## Další informace
Zamecký park, který vznikl v okolí zaniklé středověké tvrze a současného Starého a Nového zámku, je památkově chráněn od 4. října 1999. Park, který je u ulice 2. května vznikl okolo roku 1850 jaho krajinářský park. Byl upravovaný na poč. 20. století za Blücherů z Wahlstadtu. V parku je, kromě stromů, keřů a již zmiňovaných budov a památníků obětem 1. a 2. světové války, také Zámecká lípa ve Studénce (památný strom - lípa velkolistá (Tilia platyphyllos Scop.), lavečky, dětské hřiště aj. Park, ve kterém se občasně konají i kulturní a společenské akce, je celoročně veřejně přístupný.

## Galerie

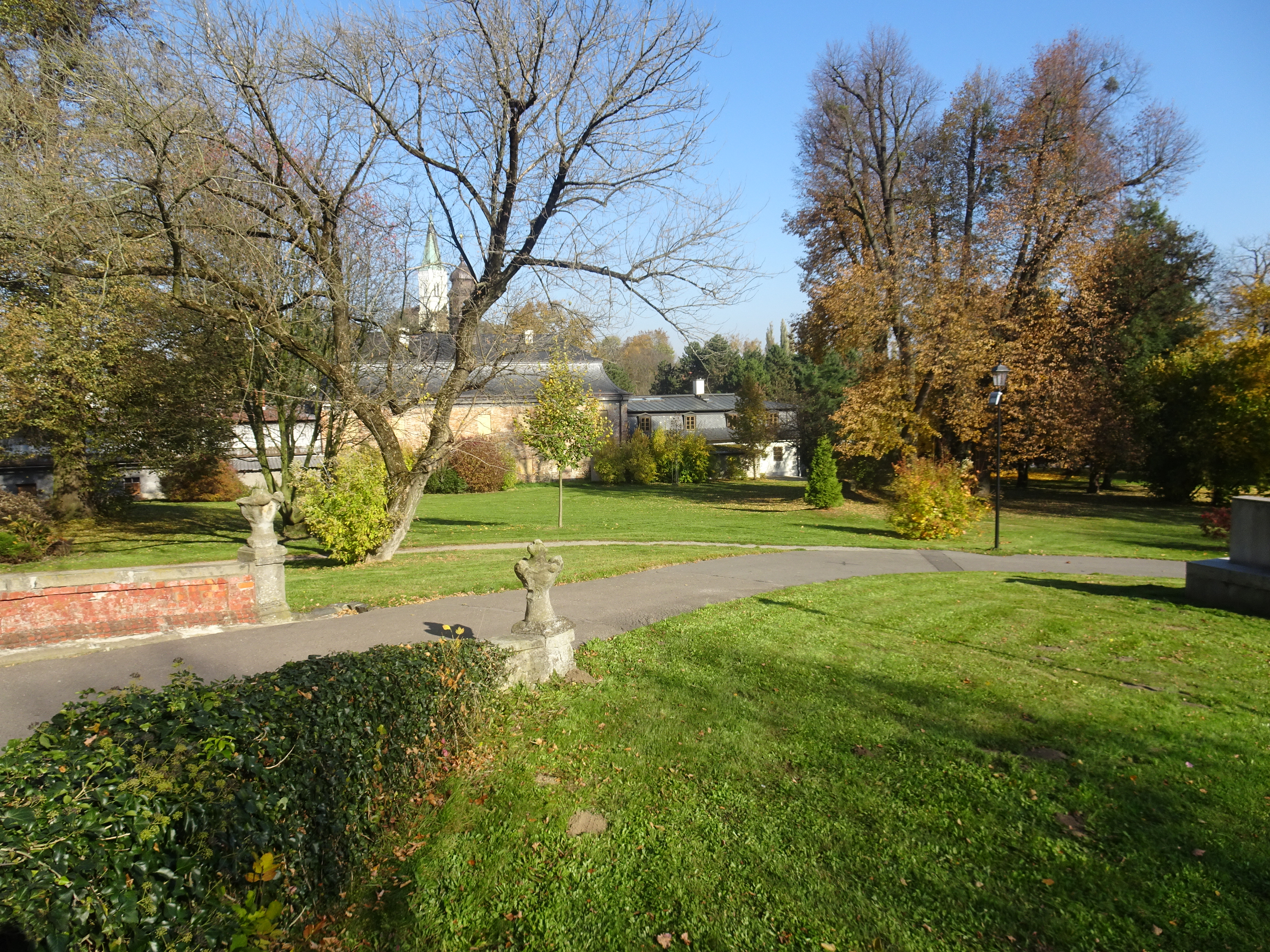
Park (říjen 2021)
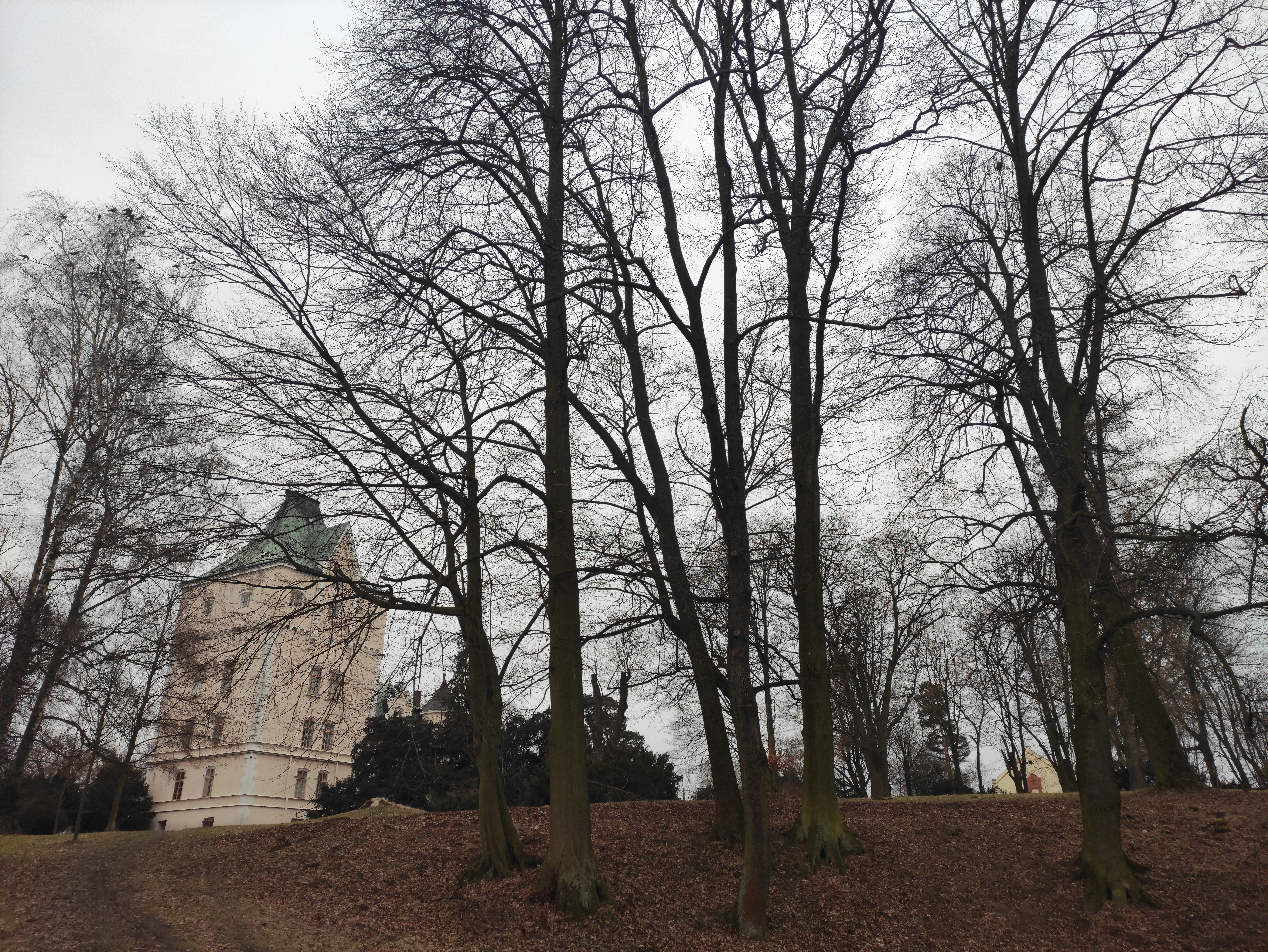
Park (únor 2023)
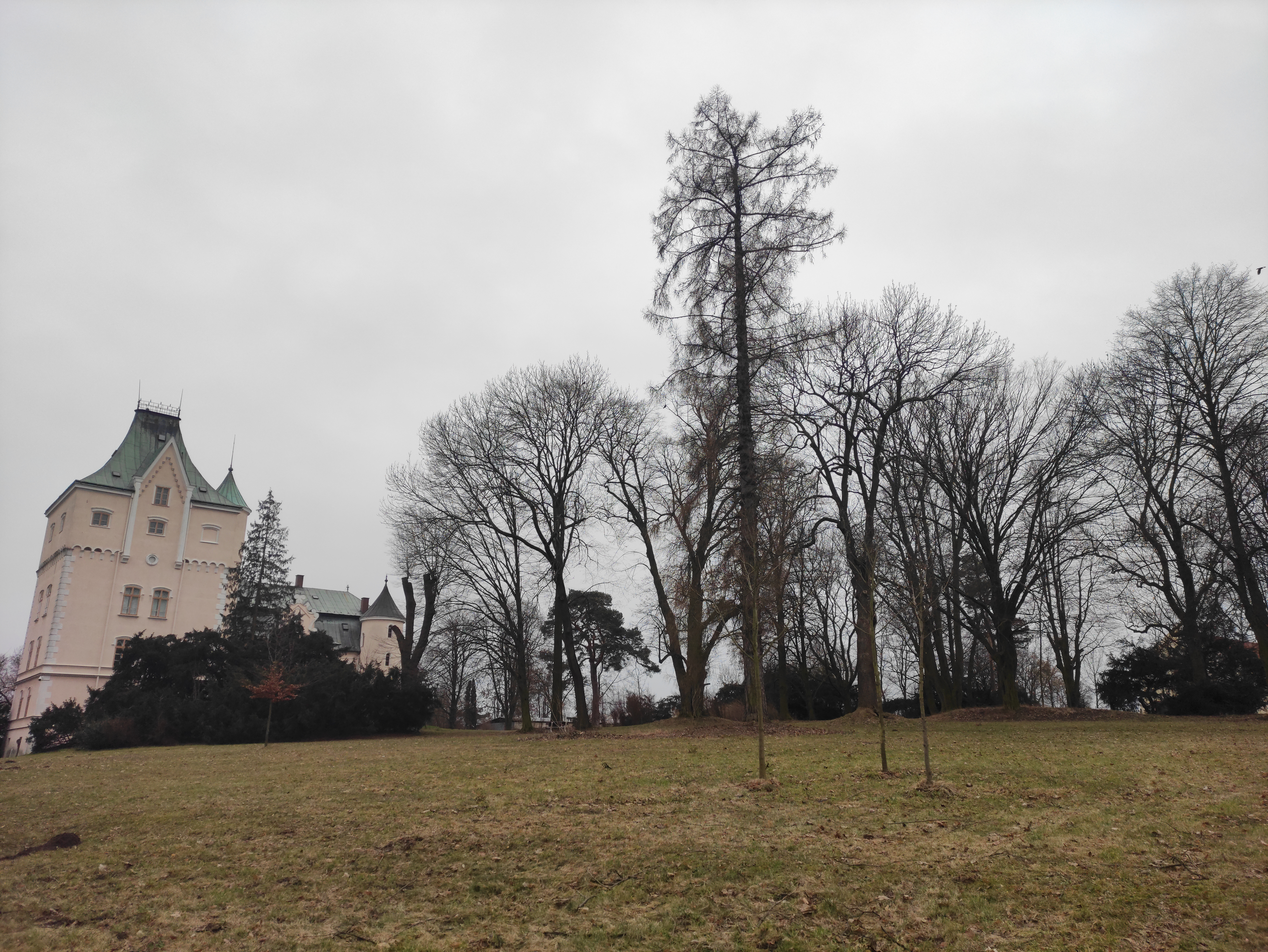
Park (únor 2023)
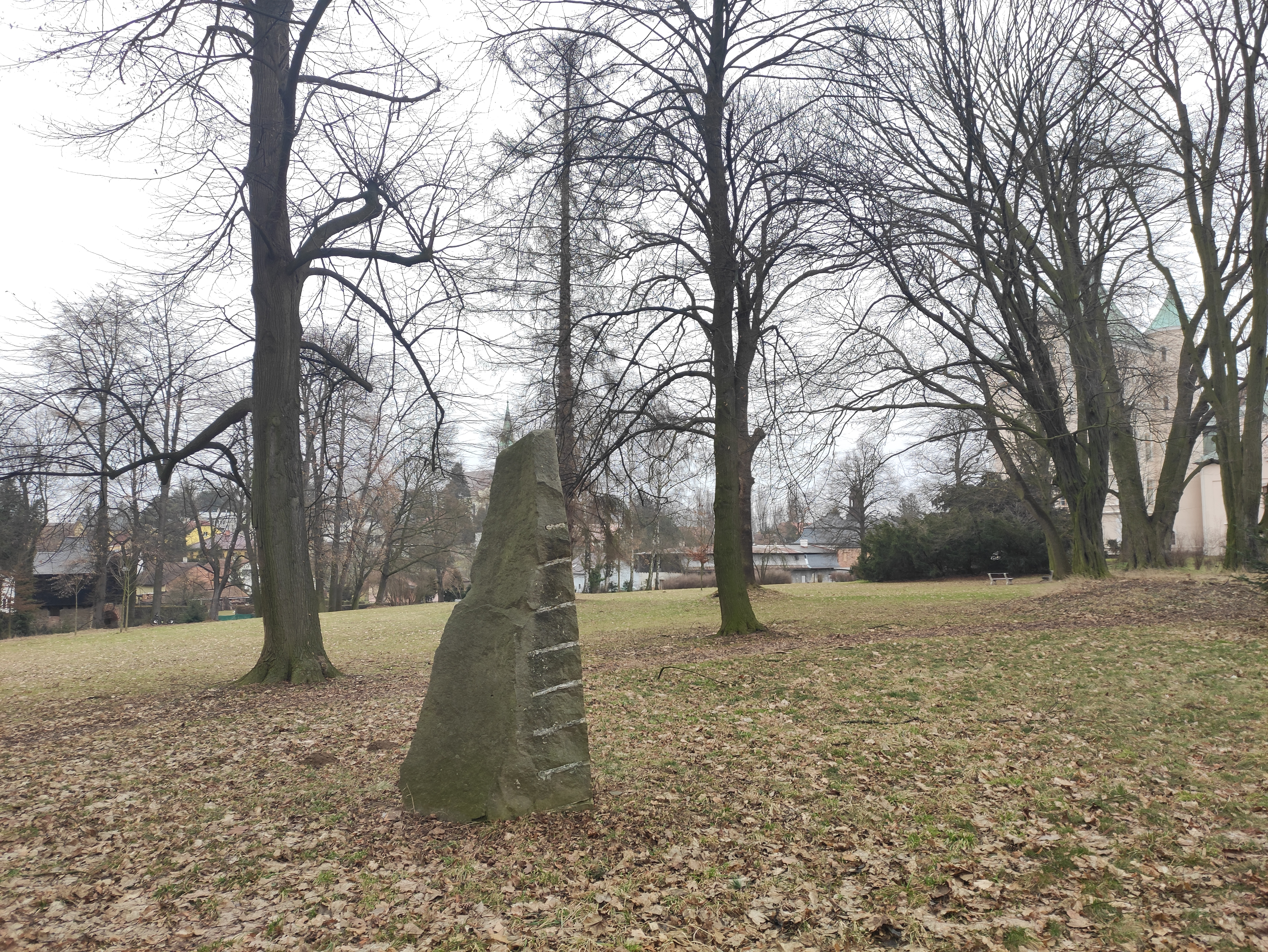
Park (únor 2023)
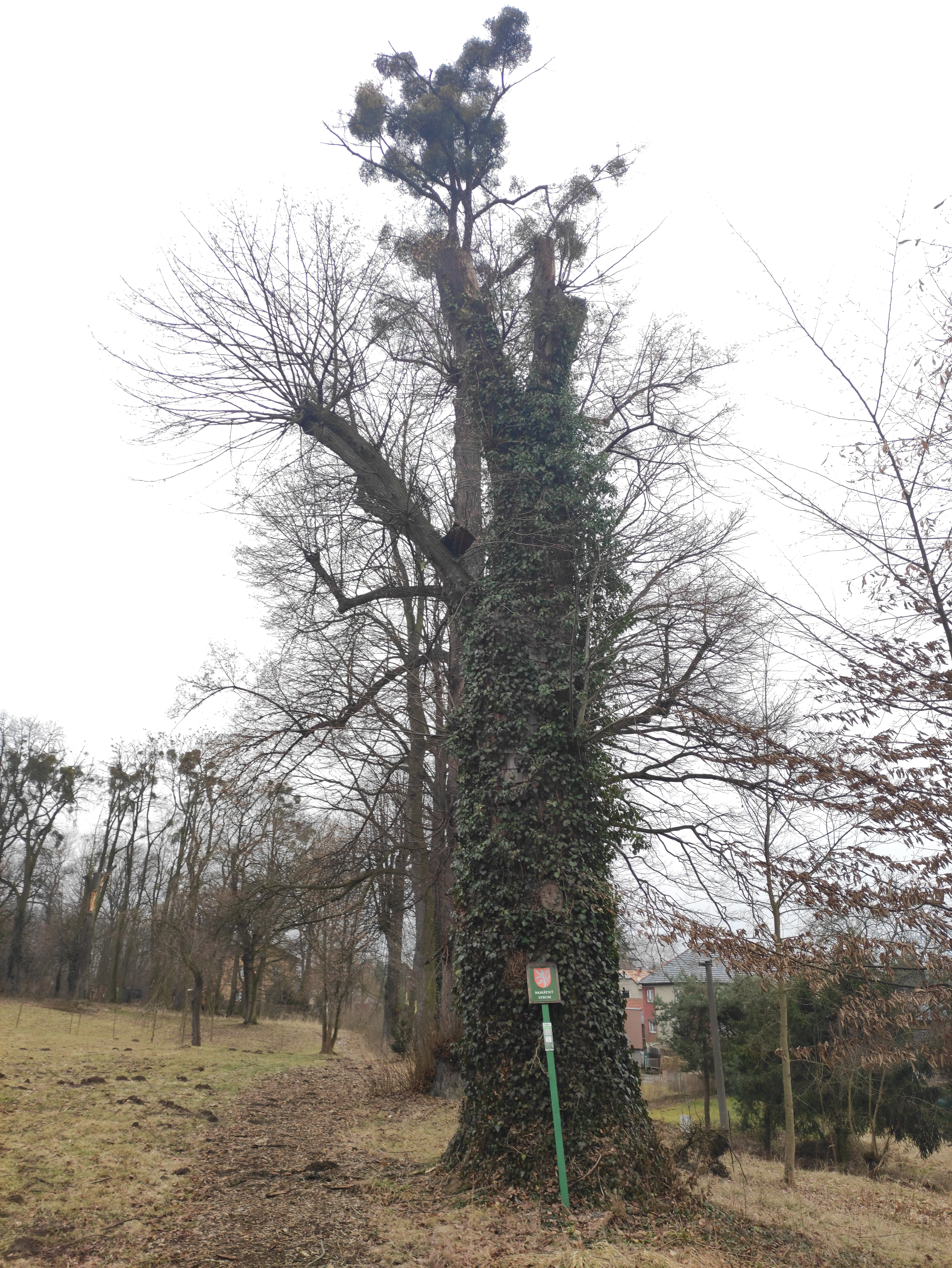
Zámecká lípa ve Studénce
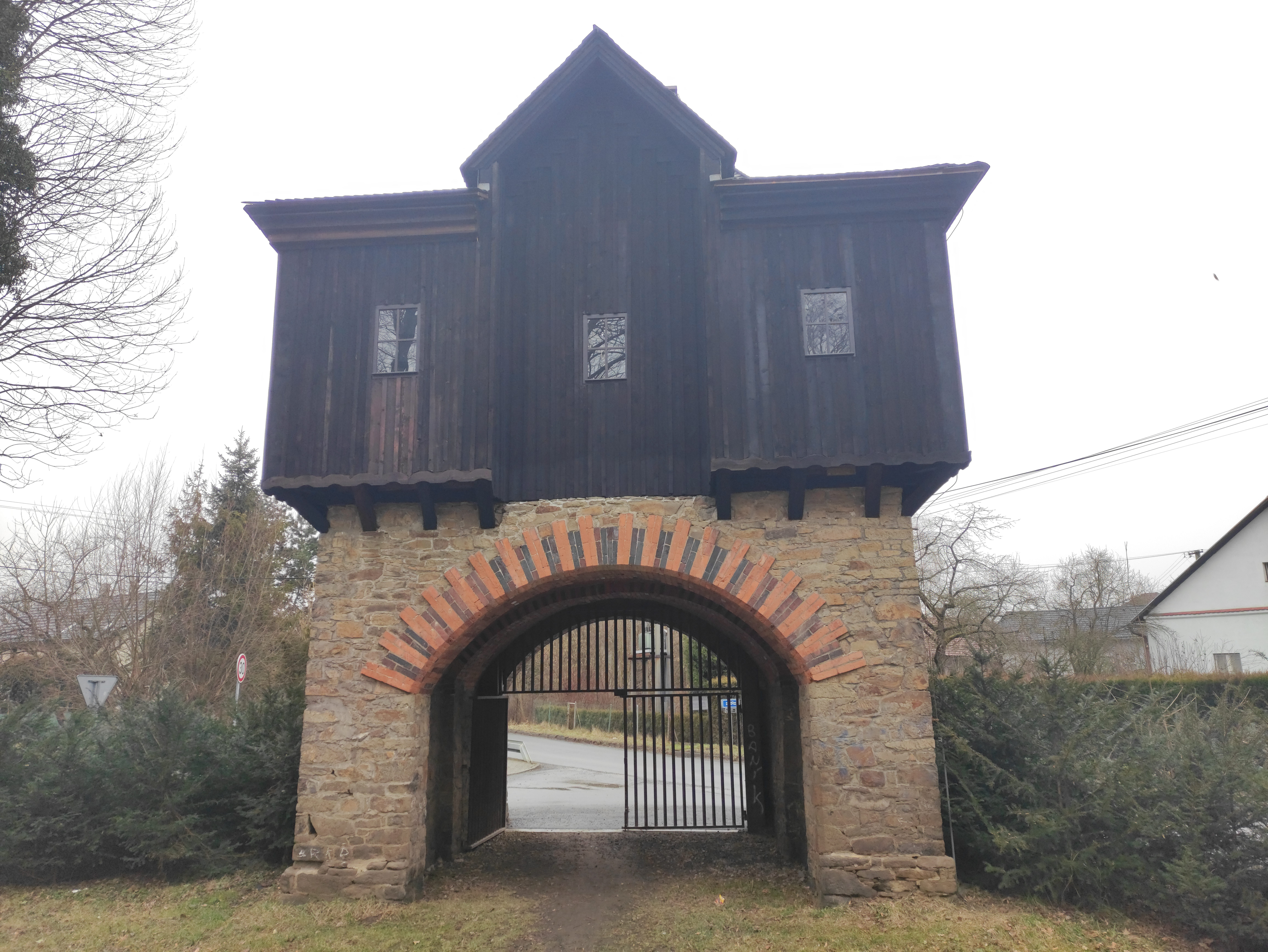
Zámecká brána
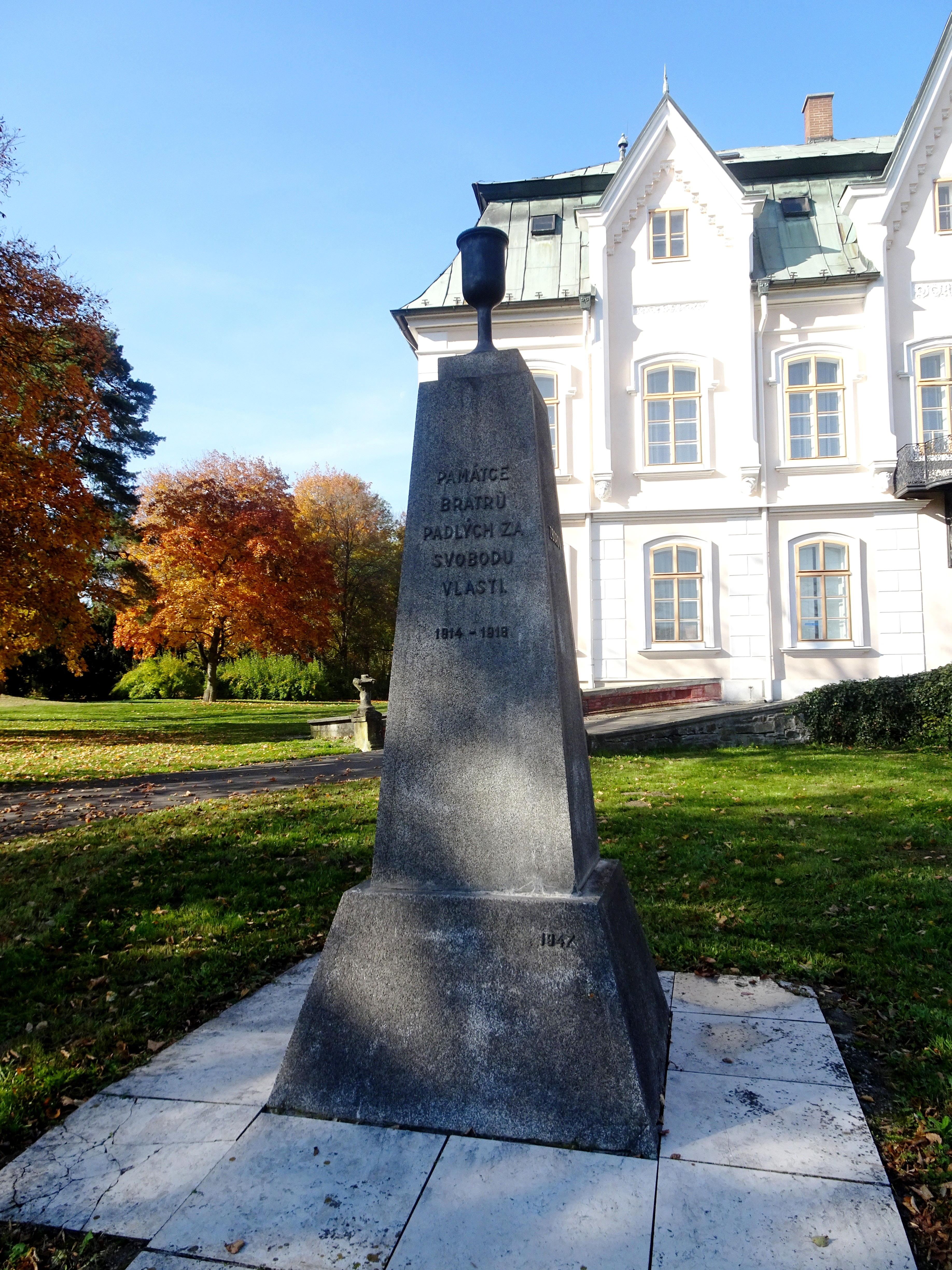
Pomník obětem 1. světové války